# 半澤洵
半澤 洵（半沢 洵、はんざわ じゅん、1879年1月9日 - 1972年9月25日）は、日本の農学者・教育者。学位は、農学博士（北海道帝國大學）。日本学士院会員。北海道帝國大學名誉教授。市立名寄短期大学初代学長。北海道札幌郡白石村（現・札幌市白石区）出身。
納豆菌の純粋培養を大正時代に成功させ、納豆製造業の近代化に道を開いたことで知られる。

## 来歴
- 1892年 北海英語学校卒業。札幌農学校予科に進学。
- 1901年 札幌農学校本科卒業。
- その後、宮部金吾の下で、植物病理学専攻し、農学博士の学位を取得。欧米に3年間留学。
- 1916年 東北帝国大学農科大学助教授として日本で初めて[2]「応用菌学」を開講。
- 1918年 北海道帝国大学教授。
- 1938年 同農学部長。札幌遠友夜学校校長。
- 1941年 北海道帝国大学停年退官。同名誉教授。
- 1944年 札幌遠友夜学校が廃校となり、校長職を解かれる。
- 1951年 天使女子短期大学栄養学科教授。
- 1952年 北海学園大学経済学部教授として「商品学」を開講。
- 1960年 北海学園大学定年退職。市立名寄短期大学初代学長に就任。
- 1961年 同学長退任。同家政科教授。
- 1963年 市立名寄短期大学退官。北海道栄養短期大学食物栄養学科教授。
- 1967年 北海道栄養短期大学退職。
- 1972年 逝去。

## 研究
細菌学を研究し、細菌研究の先駆者にして、第一人者。特に、納豆菌研究が有名。半澤に拠れば「滋養に富み、消化良好にして、欧米のチーズに匹敵する」として、「半澤式納豆製造法」として確立した。従来の藁納豆に比べ、衛生的で、純粋培養の納豆菌の使うだけに高い栄養価も維持された。その後、普及にも尽力。「納豆博士」とも呼ばれた。

## エピソード
- 有島武郎と同級生で親交が深く、札幌農学校時代いつも有島の隣席に座っていたという。
- 日本テレビ系列の『未来創造堂』でも、「納豆の未来を切り拓いた男」として取り上げられた。
- 天使女子短期大学に在職1年だったが、「勤労学生のために北海学園大学は2部を創設し、札幌遠友夜学校と同じような志を持つ」と考え、また、母校・北海英語学校の流れを汲む大学に少しでも力を貸したいという思いから北海学園大学教員の就任を快諾したという。

## 受賞歴
- 藍綬褒章・北海道文化賞（1958年）
- 北海道開発功労賞（1969年）

## 主著
- 『雜草學』（六盟館、1910年）
- 『納豆製造法』（札幌納豆容器改良會、1926年）
- 『植産加工篇（酵素化學工業全集：第13-15巻）』（厚生閣、1939年～1941年）